# Artemita
Pour l’article homonyme, voir Apollodore d'Artemita.
Artemita ou Artemita Apolloniatis (en grec ancien : Ἀρτεμίτα) était une ville assyrienne de la Sittacène (Apolloniatide) dans l'actuel Irak, plus tard hellénisée et qui a prospéré sous l'Empire parthe.
Elle est mentionnée dans les archives de Tiglath-Phalazar III sous le nom de Kār Aššur ou Chalasar. Bien que son emplacement exact soit inconnu, nous savons aujourd'hui qu'elle est située sur la principale route vers Grand Khorassan, entre la colonie grecque de Séleucie (Veh-Ardashir, distincte de la grande Séleucie du Tigre) et les monts Zagros. Selon le géographe grec Isidore de Charax, elle était traversée par la rivière Diyala, était située à environ 90 km de Séleucie, et était aussi appelée « Chalasar ». La ville fut à l'origine bâtie sur un modèle grec (macédonien), mais fut plus tard considérée comme parthe. 
En l'an 31, le prétendant Tiridate II de Parthie s'en empara dans la guerre civile qui l'opposait à Artaban II. Selon Tacite, Tiridate fut accueilli en libérateur par Artemita et d'autres villes de Mésopotamie.
Artemita fut aussi le lieu de naissance de l'historien Apollodore d'Artemita. 

## Source
- (en) Cet article est partiellement ou en totalité issu de l’article de Wikipédia en anglais intitulé « Artemita » (voir la liste des auteurs).